# 野村香菜子
野村香菜子（1989年12月25日—）是日本的女性聲優。Rush Style所屬。東京都出身，身高153厘米。血型為O型。

## 履歷
對聲優感興趣的契機源自小時候看的動畫，在看了2001年播出的後下定決心要成為聲優。而後在2009年12月25日的20歲生日時收到了事務所SPACE CRAFT的招攬，為此野村常說「像是收到了生日禮物一樣」（誕生日プレゼントをもらった感じ）。
2016年9月22日，在部落格中公佈已結婚入籍。
2018年9月30日，在部落格中公佈已退出事務所SPACE CRAFT，今後將以自由身活動。
2019年起從屬於Rush Style。

## 人物
曾稱中學時因為非常想要長高而參加了排球部，身高自138厘米成長至153厘米，高中時起逐漸疏離了排球，身高便一直是中學時的高度了。
興趣是散步，飼有一隻寵物猫。

## 演出作品
※粗體字為主要角色。

### 電視動畫
2012年
- 槍械少女！！（女學生B）
- （三木谷、音川）
- （女學生）
- 要聽爸爸的話！（學生）
- 天才黃金腦～神之謎 第2季（女學生）
- 迷你裙宇宙海賊#電視動畫（小林丸翔子[8]、學生）

2013年
- 紙箱戰機（鹿岛游乃）
- 白色相簿2（女學生）

2014年
- 一週的朋友。（女子）
- （女學生）

2019年
- 歌塑世界 -Songs Connection-（日语：ACTORS#テレビアニメ）（男孩子）

2023年
- 偶像大師 百萬人演唱會！（二階堂千鶴[9]）

2024年
- 迷宮飯（侍女）
- 擅長逃跑的殿下（直義〈幼年〉）

### 劇場版動畫
2014年
- 暴力宇宙海賊 ABYSS OF HYPERSPACE－亞空的深淵－（小林丸翔子[10]）

### 遊戲
2012年
- （松下夏鈴）

2013年
- 偶像大師 百萬人演唱會！（二階堂千鶴[11]）
- 紙箱戰機WARS（鹿岛游乃）

2014年
- （辛奇·羅卡、瓦伊納·卡帕克、美尼斯）

2015年
2016年
- （滋賀瑠亞）
- 巴哈姆特之怒（[12]）

2017年
- WAR OF BRAINS（日语：WAR OF BRAINS）（及其他）
- 偶像大师 百万人演唱会！ 剧场时光（二階堂千鶴）

2018年
- FATAL TWELVE（[13]）

2019年
- 怪物彈珠（陸遜、烏魯魯蜜斯）

時期未定
- （[14]）

### 廣播
2016年
- （2016年－，網路電台，音泉）[15]
- （2020年－，音泉）

### 電視節目
2019年
- （2019年－，網路電台，Niconico直播）

### 廣播劇CD
2010年
2012年
- 快盜天使雙胞胎 Vol.4（女中高生1）

2015年
- 偶像大師 百萬人演唱會！系列（二階堂千鶴）－3作品[註 2]

2018年
- （真理江）

### 影像商品
2016年
- THE IDOLM@STER MILLION LIVE! 3rdLIVE TOUR BELIEVE MY DRE@M!! LIVE Blu-ray 03@OSAKA【DAY1】[16]

### 電影配音
2013年
- Officer Down（英语：Officer Down）（Brogen）
- 打擂台（少年、護士）

### 語音漫畫
2022年
- 我也不知道誰才是真愛（甘花[17]）

### 其他
- CR戰國乙女2（日语：CR戦国乙女#CR戦国乙女2）（2011年，角子老虎機）
- （2016年9月）
- DAM（日语：DAM (カラオケ)）《1/2》[18]
- 小說第9卷 / 漫畫第3卷購入特典（2019年，聲劇）[19]
- （2019年，有声漫画，澤口希愛來）[20]
- （2019年，影片解說、角色配音）[21]

## 音樂唱片

### 角色歌曲
| 發售日期 | 商品名稱                                                         | 演唱 | 樂曲                                | 備註                                                 |
| 2013年   | 2013年                                                           | 2013年 | 2013年                              | 2013年                                               |
| -------- | ---------------------------------------------------------------- | --- | ----------------------------------- | ---------------------------------------------------- |
| 4月24日  | THE IDOLM@STER LIVE THE@TER PERFORMANCE 01 Thank You!            | 765 MILLIONSTARS | 《Thank You!》                      | 社群遊戲《偶像大師 百萬人演唱會！》主題曲            |
| 4月24日  | THE IDOLM@STER LIVE THE@TER PERFORMANCE 01 Thank You!            | 765THEATER ALLSTARS | 《Thank You!》                      | 社群遊戲《偶像大師 百萬人演唱會！》主題曲            |
| 2014年   |                                                                  | |                                     |                                                      |
| 3月25日  | THE IDOLM@STER LIVE THE@TER PERFORMANCE 12                       | 二階堂千鶴（野村香菜子） | 《》                                | 社群遊戲《偶像大師 百萬人演唱會！》關聯樂曲          |
| 3月25日  | THE IDOLM@STER LIVE THE@TER PERFORMANCE 12                       | 萩原雪歩（淺倉杏美）、周防桃子（渡部惠子）、二階堂千鶴（野村香菜子）、露可（中村溫姬） | 《》                                | 社群遊戲《偶像大師 百萬人演唱會！》關聯樂曲          |
| 2015年   |                                                                  | |                                     |                                                      |
| 3月26日  | THE IDOLM@STER LIVE THE@TER HARMONY 09                           | [ 成员 3 ] | 《》 《Welcome!!》                  | 社群遊戲《偶像大師 百萬人演唱會！》關聯樂曲          |
| 3月26日  | THE IDOLM@STER LIVE THE@TER HARMONY 09                           | 二階堂千鶴（野村香菜子） | 《》                                | 社群遊戲《偶像大師 百萬人演唱會！》關聯樂曲          |
| 9月30日  | THE IDOLM@STER LIVE THE@TER DREAMERS 01 Dreaming!                | MILLION ALLSTARS | 《Welcome!!》                       | 社群遊戲《偶像大師 百萬人演唱會！》關聯樂曲          |
| 12月2日  | THE IDOLM@STER LIVE THE@TER DREAMERS 03                          | 如月千早（今井麻美）、周防桃子（渡部惠子）、德川茉莉（諏訪彩花）、二階堂千鶴（野村香菜子）、萩原雪歩（淺倉杏美）、箱崎星梨花（麻倉桃）、馬場木實（高橋未奈美）、真壁瑞希（阿部里果）、宮尾美也（桐谷蝶蝶）、最上静香（田所梓） | 《Dreaming!》                       | 社群遊戲《偶像大師 百萬人演唱會！》關聯樂曲          |
| 12月2日  | THE IDOLM@STER LIVE THE@TER DREAMERS 03                          | 二階堂千鶴（野村香菜子）、萩原雪歩（淺倉杏美） | 《Persona Voice》                   | 社群遊戲《偶像大師 百萬人演唱會！》關聯樂曲          |
| 2016年   |                                                                  | |                                     |                                                      |
| 9月30日  | THE IDOLM@STER LIVE THE@TER SOLO COLLECTION Vo.03 Visual Edition | 二階堂千鶴（野村香菜子） | 《Persona Voice》                   | 社群遊戲《偶像大師 百萬人演唱會！》關聯樂曲          |
| 2017年   |                                                                  | |                                     |                                                      |
| 1月11日  | THE IDOLM@STER LIVE THE@TER FORWARD 02 BlueMoon Harmony          | [ 成员 4 ] | 《P.S I Love You》                  | 社群遊戲《偶像大師 百萬人演唱會！》關聯樂曲          |
| 1月11日  | THE IDOLM@STER LIVE THE@TER FORWARD 02 BlueMoon Harmony          | BlueMoon Harmony | 《brave HARMONY》                   | 社群遊戲《偶像大師 百萬人演唱會！》關聯樂曲          |
| 3月10日  | THE IDOLM@STER LIVE THE@TER SOLO COLLECTION 04 BlueMoon Theater  | 二階堂千鶴（野村香菜子） | 《》                                | 社群遊戲《偶像大師 百萬人演唱會！》關聯樂曲          |
| 7月26日  | THE IDOLM@STER MILLION THE@TER GENERATION 01 Brand New Theater!  | 765 MILLION ALLSTARS | 《Brand New Theater!》              | 音樂遊戲《偶像大师 百万人演唱会！ 剧场时光》主題曲   |
| 7月26日  | THE IDOLM@STER MILLION THE@TER GENERATION 01 Brand New Theater!  | 765 MILLION ALLSTARS | 《Dreaming!》                       | 音樂遊戲《偶像大师 百万人演唱会！ 剧场时光》關聯樂曲 |
| 11月22日 |                                                                  | Fairy Stars | 《Brand New Theater!》              | 音樂遊戲《偶像大师 百万人演唱会！ 剧场时光》關聯樂曲 |
| 2018年   |                                                                  | |                                     |                                                      |
| 3月7日   | THE IDOLM@STER MILLION LIVE! M@STER SPARKLE 06                   | 二階堂千鶴（野村香菜子） | 《》                                | 音樂遊戲《偶像大师 百万人演唱会！ 剧场时光》關聯樂曲 |
| 2月28日  |                                                                  | [ 成员 9 ] | 《》 《Everlasting》                | 音樂遊戲《偶像大师 百万人演唱会！ 剧场时光》關聯樂曲 |
| 4月4日   | THE IDOLM@STER MILLION LIVE! M@STER SPARKLE 08                   | 765 MILLION ALLSTARS | 《Brand New Theater!》              | 音樂遊戲《偶像大师 百万人演唱会！ 剧场时光》關聯樂曲 |
| 6月2日   | THE IDOLM@STER LIVE THE@TER SOLO COLLECTION 06                   | 二階堂千鶴（野村香菜子） | 《》                                | 社群遊戲《偶像大師 百萬人演唱會！》關聯樂曲          |
| 8月29日  | THE IDOLM@STER MILLION THE@TER GENERATION 11 UNION!!             | 765 MILLION ALLSTARS | 《UNION!!》 《Welcome!!》           | 音樂遊戲《偶像大师 百万人演唱会！ 剧场时光》關聯樂曲 |
| 2019年   |                                                                  | |                                     |                                                      |
| 2月28日  | brave HARMONY（Brand New Ver.）                                  | BlueMoon Harmony | 《brave HARMONY（Brand New Ver.）》 | 音樂遊戲《偶像大师 百万人演唱会！ 剧场时光》關聯樂曲 |
| 4月26日  | THE IDOLM@STER THE@TER SOLO COLLECTION 07 FAIRY STARS            | 二階堂千鶴（野村香菜子） | 《P.S I Love You》                  | 社群遊戲《偶像大師 百萬人演唱會！》關聯樂曲          |
| 7月24日  | THE IDOLM@STER MILLION THE@TER WAVE 01 Flyers!!!                 | 765 MILLION ALLSTARS | 《Flyers!!!》                       | 音樂遊戲《偶像大师 百万人演唱会！ 剧场时光》關聯樂曲 |
| 7月24日  | THE IDOLM@STER MILLION THE@TER WAVE 01 Flyers!!!                 | 豐川風花（末柄里惠）、馬場木實（高橋未奈美）、百瀨莉緒（山口立花子）、櫻守歌織（香里有佐）、二階堂千鶴（野村香菜子） | 《White Vows》                      | 音樂遊戲《偶像大师 百万人演唱会！ 剧场时光》關聯樂曲 |
| 2020年   |                                                                  | |                                     |                                                      |
| 7月29日  | THE IDOLM@STER THE@TER CHALLENGE 03                              | 野野原茜（小笠原早紀）、島原埃琳娜（角元明日香）、櫻守歌織（香里有佐）、二階堂千鶴（野村香菜子）、北澤志保（雨宫天） | 《》 《DIAMOND DAYS》               | 音樂遊戲《偶像大師 百萬人演唱會！ 劇場時光》關聯樂曲 |
| 8月26日  | THE IDOLM@STER MILLION THE@TER WAVE 10 Glow Map                  | 765 MILLION ALLSTARS | 《Glow Map》                        | 音樂遊戲《偶像大師 百萬人演唱會！ 劇場時光》關聯樂曲 |

### 其他參與作品
| 發售日期      | 商品名稱              | 演唱                             | 樂曲                          | 備註               |
| ------------- | --------------------- | -------------------------------- | ----------------------------- | ------------------ |
| 2017年3月29日 | Radi Go!/WHO IS THIS? | 野村香菜子、駒形友梨、角元明日香 | 《Radi Go!》 《WHO IS THIS?》 | 廣播節目《》主題曲 |
| 2018年2月28日 | Starting Now!/        | 野村香菜子、駒形友梨、角元明日香 | 《Starting Now!》 《》        | 廣播節目《》主題曲 |
| 2018年9月26日 |                       | 野村香菜子、駒形友梨、角元明日香 | 《》                          | 廣播節目《》主題曲 |
| 2019年9月25日 |                       | 野村香菜子、駒形友梨、角元明日香 | 《》 《》                     | 廣播節目《》主題曲 |

### 组合成员
1. 1 2  天海春香（中村繪里子）、春日未來（山崎遙）、如月千早（今井麻美）、木下日向（田村奈央）、四條貴音（原由實）、茱莉亞（愛美）、高山紗代子（駒形友梨）、田中琴葉（種田梨沙）、天空橋朋花（小岩井小鳥）、箱崎星梨花（麻倉桃）、松田亞利沙（村川梨衣）、三浦梓（高橋智秋）、水瀨伊織（釘宮理惠）、最上靜香（田所梓）、望月杏奈（夏川椎菜）、矢吹可奈（木戶衣吹）、艾蜜莉·司徒亞特（郁原由宇）、大神環（稻川英里）、我那霸響（沼倉愛美）、菊地真（平田宏美）、北上麗花（平山笑美）、高坂海美（上田麗奈）、佐竹美奈子（大關英里）、島原艾琳娜（角元明日香）、高槻彌生（仁後真耶子）、永吉昴（齊藤佑圭）、野野原茜（小笠原早紀）、馬場木實（高橋未奈美）、福田法子（濱崎奈奈）、舞濱步（戶田惠）、真壁瑞希（阿部里果）、百瀨莉緒（山口立花子）、橫山奈緒（渡部優衣）、秋月律子（若林直美）、伊吹翼（Machico）、北澤志保（雨宫天）、篠宮可憐（近藤唯）、周防桃子（渡部惠子）、德川茉莉（諏訪彩花）、所惠美（藤井幸代）、豐川風花（末柄里惠）、中谷育（原嶋燈）、七尾百合子（伊藤美來）、二階堂千鶴（野村香菜子）、萩原雪步（淺倉杏美）、ROCO（中村溫姬）、雙海亞美／真美（下田麻美）、星井美希（長谷川明子）、宮尾美也（桐谷蝶蝶）
2. ↑  春日未來（山崎遙）、木下日向（田村奈央）、茱莉亞（愛美）、高山紗代子（駒形友梨）、田中琴葉（種田梨沙）、天空橋朋花（小岩井小鳥）、箱崎星梨花（麻倉桃）、松田亞利沙（村川梨衣）、最上靜香（田所梓）、望月杏奈（夏川椎菜）、矢吹可奈（木戶衣吹）、艾蜜莉·司徒亞特（郁原由宇）、大神環（稻川英里）、北上麗花（平山笑美）、高坂海美（上田麗奈）、佐竹美奈子（大關英里）、島原艾琳娜（角元明日香）、永吉昴（齊藤佑圭）、野野原茜（小笠原早紀）、馬場木實（高橋未奈美）、福田法子（濱崎奈奈）、舞濱步（戶田惠）、真壁瑞希（阿部里果）、百瀨莉緒（山口立花子）、橫山奈緒（渡部優衣）、伊吹翼（Machico）、北澤志保（雨宫天）、篠宮可憐（近藤唯）、周防桃子（渡部惠子）、德川茉莉（諏訪彩花）、所惠美（藤井幸代）、豐川風花（末柄里惠）、中谷育（原嶋燈）、七尾百合子（伊藤美來）、二階堂千鶴（野村香菜子）、ROCO（中村溫姬）、宮尾美也（桐谷蝶蝶）
3. ↑  星井美希（長谷川明子）、高山紗代子（駒形友梨）、天空橋朋花（小岩井小鳥）、永吉昴（齊藤佑圭）、二階堂千鶴（野村香菜子）
4. ↑  篠宮可憐（近藤唯）、天空橋朋花（小岩井小鳥）、二階堂千鶴（野村香菜子）
5. ↑  北上麗花（平山笑美）、篠宮可憐（近藤唯）、茱莉亞（愛美）、高山紗代子（駒形友梨）、天空橋朋花（小岩井小鳥）、所惠美（藤井幸代）、永吉昴（齊藤佑圭）、七尾百合子（伊藤美來）、二階堂千鶴（野村香菜子）、舞濱步（戶田惠）、真壁瑞希（阿部里果）、最上静香（田所梓）
6. ↑  天海春香（中村繪里子）、如月千早（今井麻美）、星井美希（長谷川明子）、萩原雪步（淺倉杏美）、高槻彌生（仁後真耶子）、菊地真（平田宏美）、水瀨伊織（釘宮理惠）、四條貴音（原由實）、秋月律子（若林直美）、三浦梓（高橋智秋）、雙海亞美／真美（下田麻美）、我那霸響（沼倉愛美）、春日未來（山崎遙）、最上靜香（田所梓）、伊吹翼（Machico）、島原艾琳娜（角元明日香）、佐竹美奈子（大關英里）、所惠美（藤井幸代）、德川茉莉（諏訪彩花）、箱崎星梨花（麻倉桃）、野野原茜（小笠原早紀）、望月杏奈（夏川椎菜）、ROCO（中村溫姬）、七尾百合子（伊藤美來）、高山紗代子（駒形友梨）、松田亞利沙（村川梨衣）、高坂海美（上田麗奈）、中谷育（原嶋燈）、天空橋朋花（小岩井小鳥）、艾蜜莉·司徒亞特（郁原由宇）、北澤志保（雨宫天）、舞濱步（戶田惠）、木下日向（田村奈央）、矢吹可奈（木戶衣吹）、橫山奈緒（渡部優衣）、二階堂千鶴（野村香菜子）、馬場木實（高橋未奈美）、大神環（稻川英里）、豐川風花（末柄里惠）、宮尾美也（桐谷蝶蝶）、福田法子（濱崎奈奈）、真壁瑞希（阿部里果）、篠宮可憐（近藤唯）、百瀨莉緒（山口立花子）、永吉昴（齊藤佑圭）、北上麗花（平山笑美）、周防桃子（渡部惠子）、茱莉亞（愛美）、白石紬（南早紀）、櫻守歌織（香里有佐）
7. 1 2 3 4 5  天海春香（中村繪里子）、如月千早（今井麻美）、星井美希（長谷川明子）、萩原雪步（淺倉杏美）、高槻彌生（仁後真耶子）、菊地真（平田宏美）、水瀨伊織（釘宮理惠）、四條貴音（原由實）、秋月律子（若林直美）、三浦梓（高橋智秋）、雙海亞美／真美（下田麻美）、我那霸響（沼倉愛美）、春日未來（山崎遙）、最上靜香（田所梓）、伊吹翼（Machico）、田中琴葉（種田梨沙）、島原艾琳娜（角元明日香）、佐竹美奈子（大關英里）、所惠美（藤井幸代）、德川茉莉（諏訪彩花）、箱崎星梨花（麻倉桃）、野野原茜（小笠原早紀）、望月杏奈（夏川椎菜）、ROCO（中村溫姬）、七尾百合子（伊藤美來）、高山紗代子（駒形友梨）、松田亞利沙（村川梨衣）、高坂海美（上田麗奈）、中谷育（原嶋燈）、天空橋朋花（小岩井小鳥）、艾蜜莉·司徒亞特（郁原由宇）、北澤志保（雨宫天）、舞濱步（戶田惠）、木下日向（田村奈央）、矢吹可奈（木戶衣吹）、橫山奈緒（渡部優衣）、二階堂千鶴（野村香菜子）、馬場木實（高橋未奈美）、大神環（稻川英里）、豐川風花（末柄里惠）、宮尾美也（桐谷蝶蝶）、福田法子（濱崎奈奈）、真壁瑞希（阿部里果）、篠宮可憐（近藤唯）、百瀨莉緒（山口立花子）、永吉昴（齊藤佑圭）、北上麗花（平山笑美）、周防桃子（渡部惠子）、茱莉亞（愛美）、白石紬（南早紀）、櫻守歌織（香里有佐）
8. ↑  如月千早（今井麻美）、秋月律子（若林直美）、四條貴音（原由實）、水瀨伊織（釘宮理惠）、最上靜香（田所梓）、北澤志保（雨宫天）、茱莉亞（愛美）、白石紬（南早紀）、周防桃子（渡部惠子）、天空橋朋花（小岩井小鳥）、所惠美（藤井幸代）、永吉昴（齊藤佑圭）、二階堂千鶴（野村香菜子）、舞濱步（戶田惠）、真壁瑞希（阿部里果）、百瀨莉緒（山口立花子）、ROCO（中村溫姬）
9. ↑  天空橋朋花（小岩井小鳥）、所惠美（藤井幸代）、二階堂千鶴（野村香菜子）、百瀨莉緒（山口立花子）
10. ↑  北上麗花（平山笑美）、篠宮可憐（近藤唯）、茱莉亞（愛美）、高山紗代子（駒形友梨）、天空橋朋花（小岩井小鳥）、所惠美（藤井幸代）、永吉昴（齊藤佑圭）、七尾百合子（伊藤美來）、二階堂千鶴（野村香菜子）、舞濱步（戶田惠）、真壁瑞希（阿部里果）、最上静香（田所梓）、白石紬（南早紀）

## 外部連結
- 野村香菜子的X（前Twitter）（日語）
- 野村香菜子的Ameba部落格（日語）